# Fäbodliden
Fäboliden är det rätta namnet, namnet tillkom på 1700-talet, är en radby vid Stöttingfjället på vägen mellan Öravan och Kroksjö i  Lycksele kommun. Stöttingfjället utgör ett vidsträckt skogsområde med typiska lidbyar, där odling skett på mer än 500 m ö.h. Området har den största koncentrationen av höglägesbyar norr om Härjedalen.
Stöttingfjället är av kulturhistoriskt riksintresse och Fäboliden klassas som riksintresse för kulturmiljövård.
Fäboliden grundades i slutet av 1700-talet av en bonde från Öravan. Bosättning från år 1787 enligt den sten som är rest vid byns infart. På 1840-talet bedrevs salpeter- och pottasktillverkning. År 1920 bildades en fri församling, år 2010 lades församlingen ner och kapellbyggnaden är idag privat ägo. Numera samlas byborna i det äldre huset vid infarten till byn, det så kallade Linas hus.

## Gruvbrytning i Fäboliden
Fäboliden ligger längs den så kallade Guldlinjen. I trakten av orten planerade gruvföretaget Lappland Goldminers ett dagbrott med processverk, som skulle bli den största guldgruvan i Europa, med en årlig produktion om 4 ton guld . Lappland Goldminers gick 2014 i konkurs och gruvplanerna lades därmed på is.
År 2015 köpte gruvbolaget Dragon Mining, som också äger Svartlidengruvan, guldfyndigheten i Fäboliden.
Bergmästaren beviljade 2020 Via Royalties AB undersökningstillstånd på en vidsträckt yta mot byn Öravan utefter Vilhelminavägen.